# Ogcodes caffer
Ogcodes caffer este o specie de muște din genul Ogcodes, familia Acroceridae, descrisă de Friedrich Hermann Loew în anul 1858. Conform Catalogue of Life specia Ogcodes caffer nu are subspecii cunoscute.